# Adobe Encore
Adobe Encore est le programme développé par Adobe pour la création de menus et interface DVD. Il est fourni avec Adobe Premiere Pro. Encore n'est plus activement développé mais peut toujours être installé dans le cadre de l'abonnement Creative Cloud.